# Afterlife (Dream Theater)
"Afterlife" je šesta pjesma s albuma When Dream and Day Unite (izdan 1989. godine) američkog progresivnog metal sastava Dream Theater. Osim na studijskom izdanju pjesma je još nalazi na uživo izdanju Score.
Originalna verzija pjesme napisana je još u vrijeme kad se sastav koristio imenom Majesty. Tekst pjesme u originalnoj verziji napisao je tadašnji pjevač Chris Collins, ali nakon što ga je zamijenio, Charlie Dominici je napisao novi tekst za verziju pjesme koja se nalazi na albumu When Dream and Day Unite. Unatoč tome što mnogi smatraju kako pjesme moraju izjašnjavati slušatelju što je pisac želio poručiti, Dominici se, kako kaže, odlučio za kontradiktoran pristup te kroz stihove postavljao pitanja. Tema teksta je mogućnost postojanja zagrobnoga života (eng., afterlife). 

## Izvođači
- Charlie Dominici – vokali
- John Petrucci – električna gitara
- John Myung – bas-gitara
- Mike Portnoy – bubnjevi
- Kevin Moore – klavijature